# Fabio Onidi
Fabio Onidi (Milano, 9 marzo 1988) è un pilota automobilistico italiano.

## Carriera

### Karting
Prima di iniziare la sua carriera agonistica, Onidi ha gareggiato nei kart per un certo numero di anni, finendo sesto nel Campionato europeo di categoria ICA Junior nel 2003 e vincendo il Campionato Italiano ICA junior nello stesso anno.

### Formula BMW
Onidi ha iniziato la sua carriera sulle monoposto nel 2004 nella serie Formula BMW ADAC, insieme al pilota di Formula Uno Sebastian Vettel, compagni di squadra nella scuderia ADAC Berlin-Brandenburg e.V. Ha terminato la stagione di debutto in ottava posizione con una pole position a Brno. Ha continuato nello stesso campionato nel 2005 passando alla scuderia Eifelland Racing. Terminò la stagione all'undicesimo posto, nonostante non avesse partecipato a tre gare del campionato. Onidi ha anche preso parte nel finale di stagione alla Formula BMW World Final, tenutasi presso il Circuito del Bahrain, ma si ritirò dalla manifestazione.

### Formula Renault 2.0
Alla fine dell 2005, Onidi fu ingaggiato dalla Fortec Motorsport per gareggiare nella Formula Renault 2.0 britannica - Winter Series. Ottenne 20 punti nelle quattro gare arrivando diciassettesimo in graduatoria. Nel 2006 con la stessa scuderia partecipò al campionato principale, terminando la stagione in undicesima posizione e come miglior pilota debuttante.
Nel 2007, Onidi fu ingaggiato dalla scuderia Motorsport Arena per competere sia nella Eurocup Formula Renault 2.0 che nella Formula Renault 2.0 Northern European Cup. Nell'Eurocup ottenne come miglior risultato un ottavo posto terminando ventesimo in classifica, mentre nella Northern European Cup è andato sul podio sia al circuito di Zandvoort che al Nürburgring ottenendo il nono posto in campionato nonostante non avesse gareggiato le ultime sei gare della stagione.
Nel novembre 2007, Onidi ha preso parte alle quattro gare della Formula Renault 2.0 italiana - Winter Series con la RP Motorsport, ottenendo due podi e terminando terzo in classifica, a pari punti con il secondo, Daniel Zampieri della scuderia Cram Competition, ma con peggiori piazzamenti.

### Euroseries 3000 ed Auto GP
Nel 2008 Onidi passò nel campionato Euroseries 3000 con la scuderia GP Racing. Vinse la sua prima gara al debutto al circuito di Vallelunga ed ottenne una seconda vittoria al circuito di Valencia che gli permise di terminare il campionato al secondo posto dietro Nicolas Prost. Nel campionato italiano di Formula 3000, tenutosi nel contesto dell'Euroseries, ha anche chiuso l'anno come secondo classificato terminando ad un punto da Julián Leal, il pilota colombiano della Durango.
Onidi rimase nella categoria anche nel 2009 guidando la monoposto della scuderia Fisichella Motor Sport (poi divenuta Scuderia Coloni) insieme al pilota Rodolfo González. Ha ottenuto due vittorie durante la stagione, al Circuito di Algarve ed a quello di Vallelunga, ma nonostante fosse stato in testa al campionato fino all'ultima gara al circuito di Monza, terminò al terzo posto, alle spalle di Marco Bonanomi e campione finale Will Bratt.
Nel 2010 Onidi continuò nella serie per la terza stagione consecutiva, quando il campionato fu rinominato Auto GP. Corse per la scuderia Team Lazarus presentatasi al campionato con una sola vettura. Dopo aver preso un podio alla prima gara a Brno, Onidi aggiunse altri tre podi per finire la stagione in ottava posizione, a pari punti con Carlos Iaconelli, che prese il settimo posto grazie alle sue tre vittorie. Rimase alla Lazarus anche per il 2011 insieme al connazionale Fabrizio Crestani. I due si rivelarono alla pari, terminando rispettivamente quinto e sesto con Onidi a sette punti di vantaggio.

### A1 Grand Prix
Nell'ottobre del 2008 Onidi fa il suo debutto nella formula A1 Grand Prix correndo per la scuderia italiana alla prima gara nella stagione 2008-2009 al circuito di Zandvoort nei Paesi Bassi. Nonostante le condizioni meteo insidiose, è arrivato settimo nella gara corta, anche se si è ritirato dalla gara lunga dopo una collisione con la monoposto della scuderia sudafricana di Adrian Zaugg.

### GP2 Series
Nell'autunno del 2009, Onidi partecipò ai test della GP2 Series al circuito Paul Ricard, provando per le scuderie BCN Competición, Piquet GP e Super Nova Racing. Un anno dopo partecipò ai test al circuito di Jerez provando per la scuderia Fisichella Motor Sport (divenuta poi Coloni Motorsport). Nel 2011 ha fatto il suo debutto nella GP2 Series nelle finali di Abu Dhabi, evento non valido per il campionato, con la scuderia Super Nova insieme a Giacomo Ricci. Passò alla categoria a tempo pieno nella stagione 2012 con la Scuderia Coloni, insieme a Stefano Coletti. Finì ventesimo nella classifica finale del campionato.

### Altre serie
Nell'aprile 2010, ha guidato per la scuderia francese Tech 1 Racing nella fase finale dei test pre-campionato della GP3 Series presso il circuito di Catalogna. Nell'ottobre 2010 ha guidato per la prima volta un'auto della Formula Renault 3.5 nei test per le scuderie Fortec Motorsport e ISR Racing al circuito di Aragón.

## Risultati

### Riepilogo carriera
| Stagione | Campionato                                     | Scuderia                     | Gare | Vittorie | Pole | Giri Veloci | Podi | Punti | Posizione |
| -------- | ---------------------------------------------- | ---------------------------- | ---- | -------- | ---- | ----------- | ---- | ----- | --------- |
| 2004     | Formula BMW ADAC                               | ADAC Berlin-Brandenburg e.V. | 20   | 0        | 1    | 0           | 0    | 54    | 8         |
| 2005     | Formula BMW ADAC                               | Eifelland Racing             | 17   | 0        | 0    | 1           | 0    | 48    | 11        |
| 2005     | Formula Renault 2.0 britannica – Winter Series | Fortec Motorsport            | 4    | 0        | 0    | ?           | 0    | 20    | 17        |
| 2005     | Formula BMW World Final                        | ASL Team Mücke Motorsport    | 1    | 0        | 0    | 0           | 0    | N/D   | NC        |
| 2006     | Formula Renault 2.0 britannica                 | Fortec Motorsport            | 20   | 0        | 0    | 0           | 0    | 197   | 11        |
| 2007     | Eurocup Formula Renault 2.0                    | Motorsport Arena             | 14   | 0        | 0    | 0           | 0    | 6     | 20        |
| 2007     | Formula Renault 2.0 North European Cup         | Motorsport Arena             | 10   | 0        | 0    | 0           | 2    | 118   | 9         |
| 2007     | Formula Renault 2.0 italiana – Winter Series   | RP Motorsport                | 4    | 0        | 0    | 0           | 2    | 86    | 3         |
| 2008     | Euroseries 3000                                | GP Racing                    | 15   | 2        | 0    | 6           | 6    | 58    | 2         |
| 2008     | Formula 3000 italiana                          | GP Racing                    | 8    | 2        | 0    | 3           | 4    | 34    | 2         |
| 2008     | Radical European Masters – SR3 1500cc          | PoleVision Racing            | ?    | ?        | ?    | ?           | ?    | 67    | 12        |
| 2008–09  | A1 Grand Prix 2008                             | A1 Team Italy                | 2    | 0        | 0    | 0           | 0    | 17 *  | 16 *      |
| 2009     | Euroseries 3000                                | Coloni Motorsport **         | 13   | 2        | 0    | 2           | 8    | 65    | 3         |
| 2009     | Formula 3000 italiana                          | Coloni Motorsport **         | 7    | 1        | 0    | 1           | 5    | 36    | 3         |
| 2010     | Auto GP                                        | Team Lazarus                 | 12   | 0        | 0    | 0           | 4    | 24    | 8         |
| 2011     | Auto GP                                        | Lazarus                      | 13   | 1        | 0    | 0           | 3    | 99    | 5         |
| 2011     | Finali della GP2 Series                        | Super Nova Racing            | 2    | 0        | 0    | 0           | 0    | 0     | 14        |
| 2012     | GP2 Series                                     | Scuderia Coloni              | 24   | 0        | 0    | 0           | 0    | 13    | 20        |

* Classifica a squadre.

** La scuderia era conosciuta come FMS International fino alla seconda gara della stagione.

### Risultati GP2 Asia Series
(Legenda) N.B. Le gare in grassetto indicano una pole position mentre quelle in corsivo indicano il giro più veloce in gara.
| Anno | Scuderia        | 1          | 2          | 3          | 4           | 5           | 6          | 7         | 8          | 9           | 10          | 11         | 12         | 13         | 14        | 15         | 16         | 17         | 18         | 19         | 20         | 21         | 22          | 23          | 24         | Punti | Pos |
| ---- | --------------- | ---------- | ---------- | ---------- | ----------- | ----------- | ---------- | --------- | ---------- | ----------- | ----------- | ---------- | ---------- | ---------- | --------- | ---------- | ---------- | ---------- | ---------- | ---------- | ---------- | ---------- | ----------- | ----------- | ---------- | ----- | --- |
| 2012 | Scuderia Coloni | MYS FEA 20 | MYS SPR 13 | BHR1 FEA 8 | BHR1 SPR 14 | BHR2 FEA 20 | BHR2 SPR 9 | ESP FEA 6 | ESP SPR 18 | MON FEA Rit | MON SPR Rit | VAL FEA 13 | VAL SPR 17 | GBR FEA 22 | GBR SPR 8 | GER FEA 19 | GER SPR 22 | HUN FEA 11 | HUN SPR 24 | BEL FEA 16 | BEL SPR 12 | ITA FEA 21 | ITA SPR Rit | SGP FEA Rit | SGP SPR 20 | 13    | 20º |